# Хомяки (Смоленская область)
Хомяки — деревня в Демидовском районе Смоленской области России. Входит в состав Заборьевского сельского поселения. Население — 3 жителя (2007 год). 
Расположена в северо-западной части области в 9 км к северо-востоку от Демидова, в 11 км восточнее автодороги Р133 Смоленск — Невель, на берегу реки Половья. В 57 км южнее деревни расположена железнодорожная станция О.п. 416-й км на линии Смоленск — Витебск.

## История
В годы Великой Отечественной войны деревня была оккупирована немецкими войсками в июле 1941 , до освобождения там находились части армии генерала Власова, освобождена в сентябре 1943 года.